# Гавриш Тетяна Степанівна
Тетя́на Степа́нівна Га́вриш (14 вересня 1975, Харків) — український правник. Заслужений юрист України (2007). Кандидат юридичних наук (2004). Член Європейської Бізнес Асоціації, Асоціації юристів України та Спілки юристів України. Почесний консул Федеративної Республіки Німеччина в Харкові (з 2012).

## Життєпис
У 1998 році Тетяна Гавриш з відзнакою закінчила магістратуру Національної юридичної академії ім. Ярослава Мудрого. У тому ж році вступила до аспірантури і в 2004 році здобула ступінь кандидата юридичних наук.
Трудову діяльність почала ще в 1994 році на посаді спеціаліста в сфері права в Консультативній аудиторсько-юридичній фірмі «Глобус».
З 1994 по 1997 рр. — займала посаду спеціаліста 2-ї категорії департаменту приватизації в юридичній фірмі «Інюрполіс».
З 1997 по 2000 рр. — продовжила кар'єру в тій же фірмі, ставши начальником відділу по реєстрації підприємств всіх форм власності.
З 2000 р. — керуючий партнер ILF.
У 2003 р. — пройшла стажування у «Frost Brown & Todd LLC» — одній з найбільших юридичних фірм США.
У 2004 р. — отримала вчений ступінь кандидата юридичних наук у Національній юридичній академії імені Ярослава Мудрого, після чого мала успішний досвід викладацької діяльності.
У 2006—2010 рр. — депутат Харківської міської ради V скликання.
У 2007—2009 рр. — керівник регіонального відділення Асоціації юристів України. До 2008 року вона продовжувала роботу за сумісництвом асистентом кафедри кримінального права.
У 2010 р. — керувала проектом розробки дорожньої карти реформ для Міністерство аграрної політики та продовольства України. Також супроводжувала проект реформування системи споживчої кооперації України та надавала консультації з оптимізації структури і бізнес-процесів в українських банках.
У 2011 р. — визнана одним з найкращих топ-менеджерів України за версією ТОП-100.
У 2011 р. — брала участь в організації освітнього проекту «Школа підприємництва» для старшокласників. Також протягом 10 років вона очолювала благодійні фонди «Берег Надії» та «Ренесанс», діяльність яких спрямована на підтримку соціальних проектів в сфері культури, освіти та мистецтва.
У 2011 р. — увійшла до ТОП — 10 найкращих юристів України у сфері міжнародного права (за версією «ТОП-100 найкращих юристів України») завдяки значному досвіду в проектах з надання правової допомоги між країнами Європи, США та України.
У 2012 р. — Тетяна Гавриш була призначена на посаду Почесного консула Федеративної Республіки Німеччина в Харкові.

## Автор праць
- монографія «Теорія та практика міжнародної правової допомоги в кримінальних справах» (2006 р.).